# Pierre-Hugues Herbert
Pierre-Hugues Herbert (Schiltigheim, 18 maart 1991) is een Franse tennisspeler. Hij heeft vier keer in de finale van een ATP-toernooi in het enkelspel gestaan. In het dubbelspel heeft hij tweeëntwintig toernooien (waaronder alle Grand Slams) op zijn naam staan. Hij heeft vier challengers in het enkelspel en dertien challengers in het dubbelspel gewonnen.

## Palmares
| Legenda                       | Legenda               |
| ----------------------------- | --------------------- |
| Grand Slam                    |                       |
| Olympische Spelen             |                       |
| tot 2009                      | vanaf 2009            |
| Tennis Masters Cup            | ATP Finals            |
| ATP Masters Series            | ATP Tour Masters 1000 |
| ATP International Series Gold | ATP Tour 500          |
| ATP International Series      | ATP Tour 250          |

### Enkelspel
| Nr.                  | Datum            | Toernooi             | Ondergrond    | Tegenstander in finale | Score            | Details |
| -------------------- | ---------------- | -------------------- | ------------- | ---------------------- | ---------------- | ------- |
| Verloren finales     |                  |                      |               |                        |                  |         |
| 1.                   | 30 augustus 2015 | ATP Winston-Salem    | Hardcourt     | Kevin Anderson         | 4-6, 5-7         | Details |
| 2.                   | 2 september 2018 | ATP Shenzhen         | Hardcourt     | Yoshihito Nishioka     | 5-7, 6-2, 4-6    | Details |
| 3.                   | 10 februari 2019 | ATP Montpellier      | Hardcourt (i) | Jo-Wilfried Tsonga     | 4-6, 2-6         | Details |
| 4.                   | 14 maart 2021    | ATP Marseille        | Hardcourt (i) | Daniil Medvedev        | 4-6, 7-6(4), 4-6 | Details |
| Gewonnen challengers |                  |                      |               |                        |                  |         |
| 1.                   | 16 februari 2014 | Quimper              | Hardcourt (I) | Vincent Millot         | 7-6(5), 6-3      |         |
| 2.                   | 9 november 2014  | Mouilleron-le-Captif | Hardcourt (I) | Marsel İlhan           | 6-2, 6-3         |         |
| 3.                   | 14 februari 2016 | Bergamo              | Hardcourt (i) | Jahor Herasimaw        | 6-3, 7-6(5)      |         |
| 4.                   | 2 oktober 2016   | Orleans              | Hardcourt (i) | Norbert Gombos         | 7-5, 4-6, 6-3    |         |

### Mannendubbelspel
| Nr.                              | Datum             | Toernooi               | Ondergrond    | Partner                | Tegenstanders in finale                 | Score                | Details |
| -------------------------------- | ----------------- | ---------------------- | ------------- | ---------------------- | --------------------------------------- | -------------------- | ------- |
| Gewonnen finales herendubbel     |                   |                        |               |                        |                                         |                      |         |
| 1.                               | 5 oktober 2014    | ATP Tokio              | Hardcourt     | Michał Przysiężny      | Ivan Dodig Marcelo Melo                 | 6-3, 6-7(3), [10-5]  | Details |
| 2.                               | 21 juni 2015      | ATP Londen (1)         | Gras          | Nicolas Mahut          | Marcin Matkowski Nenad Zimonjić         | 6-2, 6-2             | Details |
| 3.                               | 13 september 2015 | US Open                | Hardcourt     | Nicolas Mahut          | Jamie Murray John Peers                 | 6-4, 6-4             | Details |
| 4.                               | 20 maart 2016     | ATP Indian Wells       | Hardcourt     | Nicolas Mahut          | Vasek Pospisil Jack Sock                | 6-3, 7-6(5)          | Details |
| 5.                               | 3 april 2016      | ATP Miami              | Hardcourt     | Nicolas Mahut          | Raven Klaasen Rajeev Ram                | 5-7, 6-1, [10-7]     | Details |
| 6.                               | 17 april 2016     | ATP Monte Carlo        | Gravel        | Nicolas Mahut          | Jamie Murray Bruno Soares               | 4-6, 6-0, [10-6]     | Details |
| 7.                               | 19 juni 2016      | ATP Londen (2)         | Gras          | Nicolas Mahut          | Chris Guccione André Sá                 | 6-3, 7-6 (5)         | Details |
| 8.                               | 10 juli 2016      | Wimbledon              | Gras          | Nicolas Mahut          | Julien Benneteau Édouard Roger-Vasselin | 6-4, 7-6(1), 6-3     | Details |
| 9.                               | 21 mei 2017       | ATP Rome               | Gravel        | Nicolas Mahut          | Ivan Dodig Marcel Granollers            | 4-6, 6-4, [10-3]     | Details |
| 10.                              | 13 augustus 2017  | ATP Montreal           | Hardcourt     | Nicolas Mahut          | Rohan Bopanna Ivan Dodig                | 6-4, 3-6, [10-6]     | Details |
| 11.                              | 20 augustus 2017  | ATP Cincinnati         | Hardcourt     | Nicolas Mahut          | Jamie Murray Bruno Soares               | 7-6(6), 6-4          | Details |
| 12.                              | 18 februari 2018  | ATP Rotterdam (1)      | Hardcourt (i) | Nicolas Mahut          | Oliver Marach Mate Pavić                | 2-6, 6-2, [10-7]     | Details |
| 13.                              | 9 juni 2018       | Roland Garros (1)      | Gravel        | Nicolas Mahut          | Oliver Marach Mate Pavić                | 6-2, 7-6(4)          | Details |
| 14.                              | 4 januari 2019    | ATP Doha               | Hardcourt     | David Goffin           | Robin Haase Matwé Middelkoop            | 5-7, 6-4, [10-4]     | Details |
| 15.                              | 27 januari 2019   | Australian Open        | Hardcourt     | Nicolas Mahut          | Henri Kontinen John Peers               | 6-4, 7-6(1)          | Details |
| 16.                              | 3 november 2019   | ATP Parijs             | Hardcourt (i) | Nicolas Mahut          | Karen Chatsjanov Andrej Roebljov]       | 6-4, 6-1             | Details |
| 17.                              | 17 november 2019  | ATP Finals (1)         | Hardcourt (i) | Nicolas Mahut          | Raven Klaasen Michael Venus             | 6-3, 6-4             | Details |
| 18.                              | 16 februari 2020  | ATP Rotterdam (2)      | Hardcourt (i) | Nicolas Mahut          | Henri Kontinen Jan-Lennard Struff       | 7-6(5), 4-6, [10-7]  | Details |
| 19.                              | 18 oktober 2020   | ATP Keulen 1           | Hardcourt (i) | Nicolas Mahut          | Łukasz Kubot Marcelo Melo               | 6-4, 6-4             | Details |
| 20.                              | 12 juni 2021      | Roland Garros (2)      | Gravel        | Nicolas Mahut          | Aleksandr Boeblik Andrej Goloebev       | 4-6, 7-6(1), 6-4     | Details |
| 21.                              | 20 juni 2021      | ATP Londen (3)         | Gras          | Nicolas Mahut          | Reilly Opelka John Peers                | 6-4, 7-5             | Details |
| 22.                              | 21 november 2021  | ATP Finals (2)         | Hardcourt (i) | Nicolas Mahut          | Rajeev Ram Joe Salisbury                | 6-4, 7-6(0)          | Details |
| Verloren finales herendubbel     |                   |                        |               |                        |                                         |                      |         |
| 1.                               | 1 februari 2015   | Australian Open        | Hardcourt     | Nicolas Mahut          | Simone Bolelli Fabio Fognini            | 4-6, 4-6             | Details |
| 2.                               | 14 juni 2015      | ATP Rosmalen           | Gras          | Nicolas Mahut          | Ivo Karlović Łukasz Kubot               | 2-6, 6-7(9)          | Details |
| 3.                               | 27 september 2015 | ATP Metz               | Hardcourt (i) | Nicolas Mahut          | Łukasz Kubot Édouard Roger-Vasselin     | 6-2, 3-6, [7-10]     | Details |
| 4.                               | 23 oktober 2016   | ATP Antwerpen          | Hardcourt (i) | Nicolas Mahut          | Daniel Nestor Édouard Roger-Vasselin    | 4-6, 4-6             | Details |
| 5.                               | 6 november 2016   | ATP Parijs             | Hardcourt (i) | Nicolas Mahut          | Henri Kontinen John Peers               | 4-6, 6-3, [6-10]     | Details |
| 6.                               | 6 januari 2018    | ATP Pune               | Hardcourt     | Gilles Simon           | Robin Haase Matwé Middelkoop            | 6-7(5), 6-7(5)       | Details |
| 7.                               | 18 november 2018  | ATP Finals             | Hardcourt (i) | Nicolas Mahut          | Mike Bryan Jack Sock                    | 7-5, 1-6, [11-13]    | Details |
| 8.                               | 23 mei 2021       | ATP Lyon               | Gravel        | Nicolas Mahut          | Hugo Nys Tim Pütz                       | 4–6, 7–5, [8–10]     | Details |
| 9.                               | 7 november 2021   | ATP Parijs             | Hardcourt (i) | Nicolas Mahut          | Tim Pütz Michael Venus                  | 3–6, 7–6(4), [9–11]  | Details |
| Gewonnen challengers herendubbel |                   |                        |               |                        |                                         |                      |         |
| 1.                               | 18 oktober 2010   | Orléans                | Hardcourt (I) | Nicolas Renavand       | Sébastien Grosjean Nicolas Mahut        | 7-6(3), 1-6, [10-6]  |         |
| 2.                               | 28 februari 2011  | Cherbourg-Octeville    | Hardcourt (I) | Nicolas Renavand       | Nicolas Mahut Édouard Roger-Vasselin    | 3-6, 6-4, [10-5]     |         |
| 3.                               | 5 september 2011  | Saint-Rémy-de-Provence | Hardcourt     | Édouard Roger-Vasselin | Arnaud Clément Nicolas Renavand         | 6-0, 4-6, [10-7]     |         |
| 4.                               | 17 oktober 2011   | Orléans                | Hardcourt (I) | Nicolas Renavand       | David Škoch Simone Vagnozzi             | 7-5, 6-3             |         |
| 5.                               | 6 februari 2012   | Quimper                | Hardcourt (I) | Maxime Teixeira        | Dustin Brown Jonathan Marray            | 7-6(5), 6-4          |         |
| 6.                               | 27 maart 2012     | Le Gosier              | Hardcourt     | Albano Olivetti        | Paul Hanley Jordan Kerr                 | 7-5, 1-6, [10-7]     |         |
| 7.                               | 8 april 2013      | Itajaí                 | Gravel        | James Duckworth        | Guilherme Clezar Fabricio Neis          | 7-5, 6-2             |         |
| 8.                               | 14 juli 2013      | San Benedetto          | Gravel        | Maxime Teixeira        | Alessandro Giannessi João Sousa         | 6-4, 6-3             |         |
| 9.                               | 8 september 2013  | Saint-Rémy             | Hardcourt     | Albano Olivetti        | Marc Gicquel Josselin Ouanna            | 6-3, 6-7(5), [15-13] |         |
| 10.                              | 16 februari 2014  | Quimper                | Hardcourt (I) | Albano Olivetti        | Toni Androić Nikola Mektić              | 6-4, 6-3             |         |
| 11.                              | 4 mei 2014        | Tunis                  | Gravel        | Adil Shamasdin         | Stephan Fransen Jesse Huta Galung       | 6-3, 7-6(5)          |         |
| 12.                              | 7 september 2014  | Saint-Rémy             | Hardcourt     | Konstantin Kravtsjoek  | David Guez Martin Vaïsse                | 6-1, 7-6(3)          |         |
| 13.                              | 9 november 2014   | Mouilleron-le-Captif   | Hardcourt (I) | Nicolas Mahut          | Tobias Kamke Philipp Marx               | 6-3, 6-4             |         |
| 14.                              | 21 februari 2016  | Wrocław                | Hardcourt (I) | Albano Olivetti        | Nikola Mektic Antonio Sancic            | 6-3, 7-6(4)          |         |

## Resultaten grote toernooien
| Legenda | Legenda                          |
| ------- | -------------------------------- |
| g.t.    | geen toernooi gehouden           |
| l.c.    | lagere categorie                 |
| –       | niet deelgenomen                 |
| G       | uitgeschakeld in de groepsfase   |
| 1R      | uitgeschakeld in de eerste ronde |
| 2R      | uitgeschakeld in de tweede ronde |
| 3R      | uitgeschakeld in de derde ronde  |
| 4R      | uitgeschakeld in de vierde ronde |
| KF      | uitgeschakeld in de kwartfinale  |
| HF      | uitgeschakeld in de halve finale |
| F       | de finale verloren               |
| W       | het toernooi gewonnen            |
| w-v     | winst/verlies-balans             |

### Enkelspel
| toernooi             | 2013 | 2014 | 2015 | 2016 | 2017 | 2018 | 2019 | 2020 | 2021 |
| -------------------- | ---- | ---- | ---- | ---- | ---- | ---- | ---- | ---- | ---- |
| grandslamtoernooien  |      |      |      |      |      |      |      |      |      |
| Australian Open      | –    | –    | –    | 3R   | 1R   | 1R   | 3R   | 2R   | 1R   |
| Roland Garros        | –    | 1R   | –    | 1R   | 2R   | 3R   | 2R   | 2R   | 1R   |
| Wimbledon            | –    | 1R   | 2R   | 3R   | 2R   | 2R   | 1R   | g.t. | 1R   |
| US Open              | –    | –    | 1R   | 1R   | 1R   | 2R   | 1R   | –    |      |
| ATP Masters 1000     |      |      |      |      |      |      |      |      |      |
| Indian Wells         | –    | –    | –    | 1R   | 2R   | 4R   | 1R   | g.t. |      |
| Miami                | –    | –    | –    | 2R   | –    | 2R   | 1R   | g.t. | 2R   |
| Monte Carlo          | –    | –    | –    | 2R   | 1R   | 2R   | 3R   | g.t. | –    |
| Madrid               | –    | –    | –    | 1R   | 2R   | –    | 1R   | g.t. | 1R   |
| Rome                 | –    | –    | –    | –    | –    | –    | –    | –    | –    |
| Montreal/Toronto     | –    | –    | –    | –    | 1R   | 2R   | 1R   | g.t. |      |
| Cincinnati           | –    | –    | –    | –    | –    | –    | 1R   | –    |      |
| Shanghai             | –    | –    | –    | –    | –    | –    | –    | g.t. |      |
| Parijs               | 2R   | 1R   | 1R   | 1R   | 1R   | 1R   | –    | 2R   |      |
| olympisch            |      |      |      |      |      |      |      |      |      |
| Olympische Spelen    | g.t. | g.t. | g.t. | –    | g.t. | g.t. | g.t. | g.t. | –    |
| statistieken         |      |      |      |      |      |      |      |      |      |
| totaal aantal titels | 0    | 0    | 1    | 0    | 0    | 1    | 0    | 0    | 0    |
| eindejaarsranking    | 151  | 111  | 167  | 78   | 81   | 55   | 65   | 83   |      |

### Dubbelspel
| grandslamtoernooien  |      |     |      |      |      |    |      |      |      |      |    |
| Australian Open      | –    | –   | –    | –    | F    | 2R | KF   | 2R   | W    | 1R   | KF |
| Roland Garros        | 1R   | 1R  | 1R   | 1R   | 3R   | 3R | 1R   | W    | –    | 3R   | W  |
| Wimbledon            | –    | –   | –    | –    | 3R   | W  | 2R   | 2R   | 2R   | g.t. | 2R |
| US Open              | –    | –   | –    | –    | W    | HF | 1R   | 3R   | 1R   | –    |    |
| ATP Finals           |      |     |      |      |      |    |      |      |      |      |    |
| ATP Finals           | –    | –   | –    | –    | G    | G  | G    | F    | W    | –    | W  |
| ATP Masters 1000     |      |     |      |      |      |    |      |      |      |      |    |
| Indian Wells         | –    | –   | –    | –    | –    | W  | 2R   | 2R   | 2R   | g.t. |    |
| Miami                | –    | –   | –    | –    | –    | W  | 2R   | –    | –    | g.t. | 2R |
| Monte Carlo          | –    | –   | –    | –    | –    | W  | HF   | 2R   | 1R   | g.t. | KF |
| Madrid               | –    | –   | –    | –    | –    | HF | –    | HF   | –    | g.t. | KF |
| Rome                 | –    | –   | –    | –    | –    | –  | W    | –    | –    | –    | –  |
| Montreal/Toronto     | –    | –   | –    | –    | 2R   | –  | W    | 2R   | –    | g.t. |    |
| Cincinnati           | –    | –   | –    | –    | 2R   | KF | W    | –    | 2R   | –    |    |
| Shanghai             | –    | –   | –    | –    | KF   | –  | –    | –    | –    | g.t. |    |
| Parijs               | –    | –   | 1R   | 1R   | 2R   | F  | KF   | KF   | W    | KF   | F  |
| olympisch            |      |     |      |      |      |    |      |      |      |      |    |
| Olympische Spelen    | g.t. | –   | g.t. | g.t. | g.t. | –  | g.t. | g.t. | g.t. | g.t. | 1R |
| statistieken         |      |     |      |      |      |    |      |      |      |      |    |
| totaal aantal titels | 0    | 0   | 0    | 1    | 2    | 5  | 3    | 2    | 4    | 2    | 3  |
| eindejaarsranking    | 127  | 137 | 150  | 63   | 14   | 2  | 13   | 12   | 5    | 23   |    |